# 白馬長野有料道路

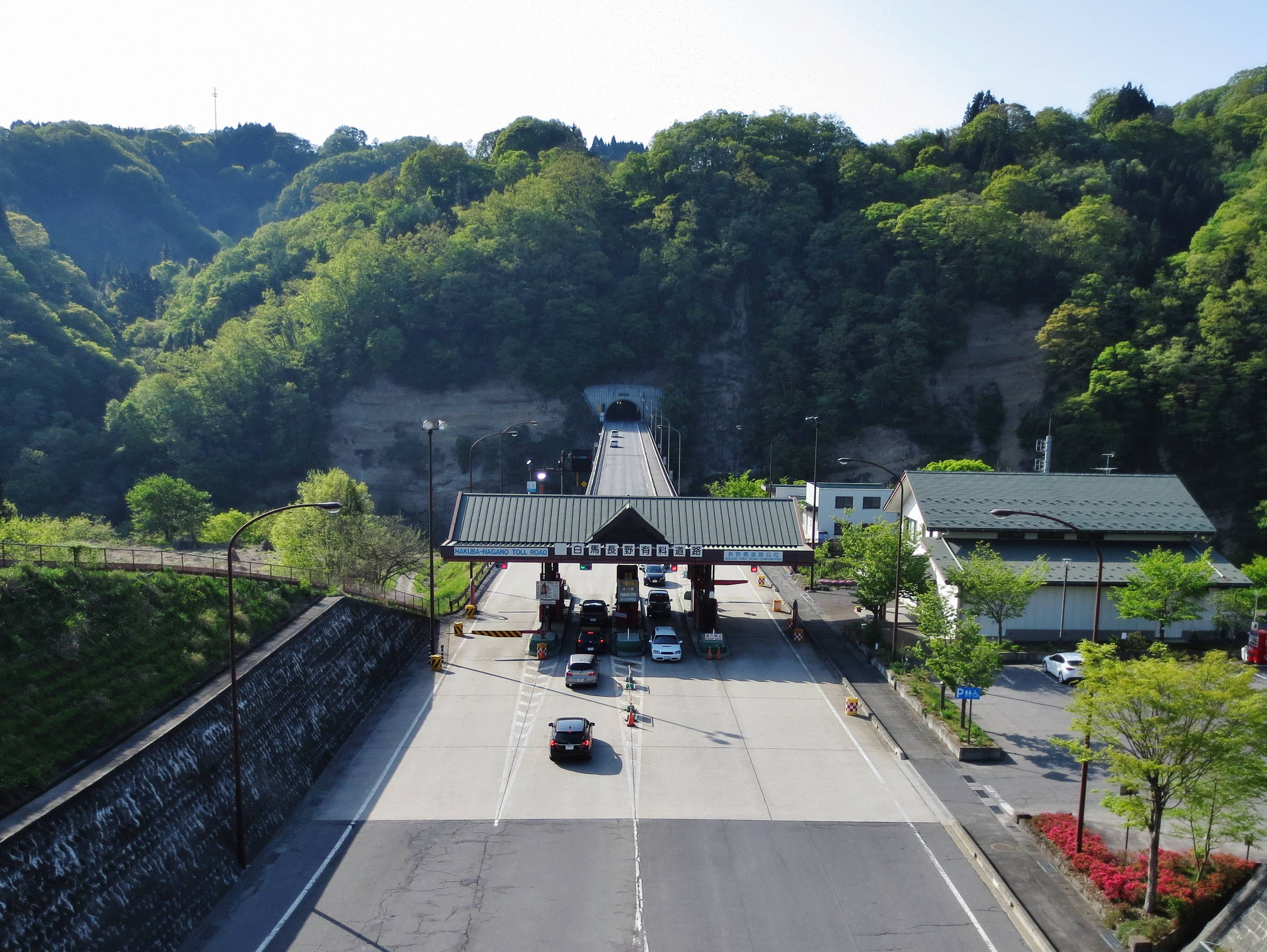
料金所

白馬長野有料道路（はくばながのゆうりょうどうろ）は、起点を長野県長野市信更町安庭（有料道路入口交差点から）、終点を長野県長野市中条とする区間にあった一般有料道路。長野県道路公社が管理していた。1995年（平成7年）2月16日供用開始。2025年（令和7年）2月16日に無料開放され、同時に管理を公社から長野県（長野建設事務所）に移管された。
長野オリンピック開催時には、白馬ルートの一部として利用された。

## 概要

### 路線データ
- 路線名 - 長野県道31号長野大町線
  - 起点 - 長野県長野市信更町安庭
  - 終点 - 長野県長野市中条
- 延長 - 1,972 m（うち日高トンネル延長1,137 m）
- 道路規格 - 第3種第2級
- 車道幅員 - 7.0 m
- 車線数 - 2車線
- 設計速度 - 60 km/h
- 料金（普通車） - 210円（22時から翌6時までは全車種無料。この無料措置は、2025年（令和7年）2月15日の料金徴収期間満了まで行われた[3][1]。）
- 料金徴収期間 1995年（平成7年）2月16日 - 2025年（令和7年）2月15日（30年間）[4]

## 路線状況

### 主要構造物
- 安庭橋（犀川）
- 日高トンネル

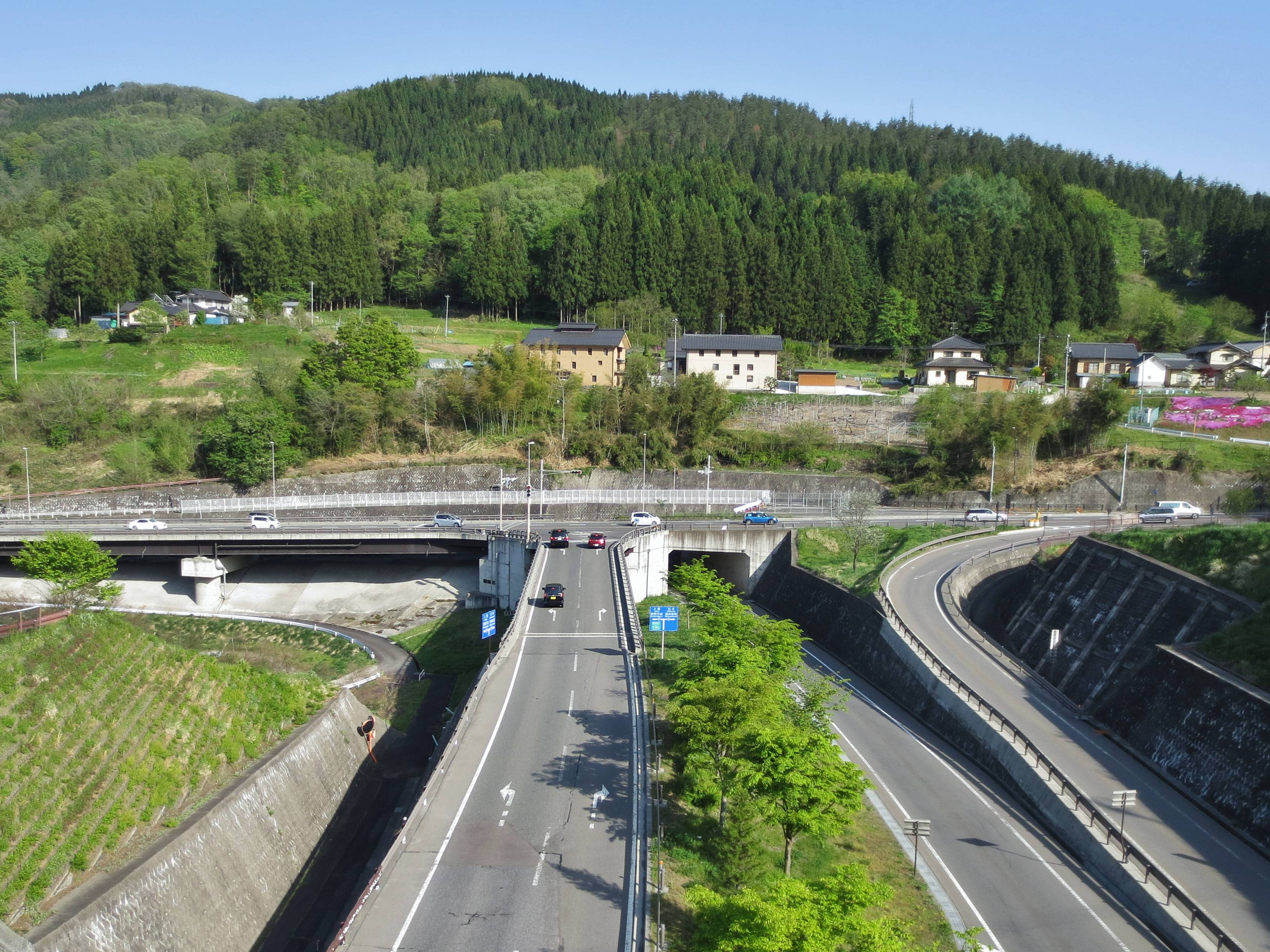
国道19号接続点